# ذرات خنثای واقعی
در فیزیک ذرات، ذرات خنثای واقعی (انگلیسی: Truly neutral particle) ذراتی زیر اتمی هستند که خودشان پادذره خود هستند. به عبارت دیگر، خود تحت تقارن سی بار باقی می‌مانند که ذرات را با پادذره‌های متناظرشان جایگزین می‌کند. تمام بارهای یک ذره واقعاً خنثی باید برابر با صفر (بار الکتریکی) باشد. این امر مستلزم آن است که ذرات نه تنها از نظر الکتریکی خنثی باشند، بلکه لازم است که تمام بارهای دیگر آنها (مانند بار رنگ) نیز خنثی باشد.

## نمونه‌ها
همراه با نوترینوهای فرضی، نوترینوهای عقیم و گراویتون‌ها نمونه‌های شناخته شده چنین ذرات بنیادی عبارتند از فوتون‌ها، بوزون‌های Z و بوزون‌های هیگز،
نوترینوها خنثی و گراویتون. برای یک چرخش - نصف ذره مانند the، کاملاً خنثی بودن به معنی یک فرمیون بودن است.
ذرات مرکب نیز می‌توانند واقعاً خنثی باشند. یک سیستم متشکل از یک ذره که یک حالت مقید را با پادذره تشکیل می‌دهد، مانند خنثی (π ۰)، واقعاً خنثی است. این حالت "onium" نامیده می‌شود، یک مثال دیگر از آن پوزیترونیوم، حالت مقید یک الکترون و پوزیترون است (e - e).
در مقابل، نوترینوها کاملاً خنثی نیستند زیرا دارای ایزواسپین ضعیف از ± ۱ ۲ یا به‌طور معادل یک ابربار ضعیف غیر صفر هستند که هر دو برابر هستند - مانند اعداد کوانتومی. (به عنوان مثال، در رابطه با تاریخ، [چه زمانی] فرض می‌شود؟ که نشان نمی‌دهد نوترینوها ذرات majorana هستند)